# Michał Osiński
Michał Osiński (ur. 5 września 1978 w Łodzi) – polski piłkarz występujący na pozycji obrońcy.
Wychowanek ŁKS Łódź, w barwach którego rozegrał w latach 1993–1996 i 1998–2001 (z przerwą na występy w MKP Zgierz i Piotrcovii Piotrków Trybunalski) 24 spotkania ligowe, zdobywając 1 bramkę. W dalszych latach występował w klubach niższych klas rozgrywkowych: Siarce Tarnobrzeg, Unii Skierniewice, RKS Radomsko, Pelikanie Łowicz, Ceramice Paradyż i Świcie Nowy Dwór Mazowiecki. Od 2006 był zawodnikiem Ruchu Chorzów, który reprezentował w 30 meczach (w tym 10 w Ekstraklasie), zdobywając 1 bramkę. Wiosną 2008 został przesunięty do Młodej Ekstraklasy, gdzie zagrał w 10 spotkaniach. Łącznie na najwyższym poziomie rozgrywkowym wystąpił 34 razy.
Latem 2008 przeniósł się do Podbeskidzia Bielsko-Biała, w którym jest jednym z podstawowych zawodników (ponad 70 meczów ligowych w ciągu 3 sezonów). W sezonie 2010/2011 został wybrany do jedenastki rundy jesiennej I ligi przez redakcję Przeglądu Sportowego. Kontrakt Osińskiego z Podbeskidziem wygasł w grudniu 2011.